# Cryptus mirus
Cryptus mirus är en stekelart som beskrevs av Kuzin 1950. Cryptus mirus ingår i släktet Cryptus och familjen brokparasitsteklar. Inga underarter finns listade i Catalogue of Life.